# Egelantier (soort)
De egelantier (Rosa rubiginosa) is een van nature in de Benelux voorkomende roos. De soort komt van nature voor in Europa, de Kaukasus en Noordwest-Afrika en is van daaruit verder verspreid naar Australië, Nieuw-Zeeland, Noord- en Zuid-Amerika en mogelijk ook naar Zuid-Afrika. De egelantier staat op de Nederlandse Rode lijst van planten als algemeen voorkomend en stabiel of in aantal toegenomen. Het aantal chromosomen is 2n = 35.
De recht opgaande, gedrongen struik wordt 1,5-2,5 m hoog. De niet met klieren bezette takken zijn al of niet gestekeld. De takken kunnen stevige, hakig tot sikkelvormig gebogen stekels met een brede basis hebben of hakige en naaldvormige stekels op dezelfde tak hebben. De onevengeveerde bladeren zijn vijf- of zeventallig. De elliptische, 1-2,5 cm lange en 1-1,5 cm brede blaadjes hebben een afgeronde bladvoet en een kort toegespitste bladtop. De bovenzijde van de blaadjes is niet of licht behaard en klierloos, terwijl de onderzijde behaard en dicht bezet is met kleverige, bij wrijven naar appels of wijn geurende, kort gesteelde rode of roodbruine klieren. De steunblaadjes, bladsteel en bladspil hebben ook kort gesteelde klieren.
De egelantier bloeit van juni tot in juli. De 3-4 cm grote bloemen zijn rozerood tot rood en hebben een witte nagel. Ze staan met één tot drie bij elkaar. De met klieren bezette bloemsteel is 1-1,5 cm lang. De sterk beklierde, veerspletige kelkbladen zijn na de bloei steil opgericht en blijven voor een deel tot in de winter aanwezig.  De vruchtbeginsels zijn ingesloten in een holle, flesvormige bloembodem. De wollig behaarde stijlen staan vrij. De bloemen worden door insecten bestoven.
De rode, eironde, 1,5-2,5 cm lange en 1-1,5 brede, al of niet met klieren bezette rozenbottels zijn vlezige bloembodems met daarin de nootjesachtige vruchten. De klieren zijn indien aanwezig gesteeld. De met klieren bezette rozenbottelsteel is 1-1,5 cm lang en korter dan de rozenbottel. Het stijlkanaal is 1,2-2,5 mm groot.

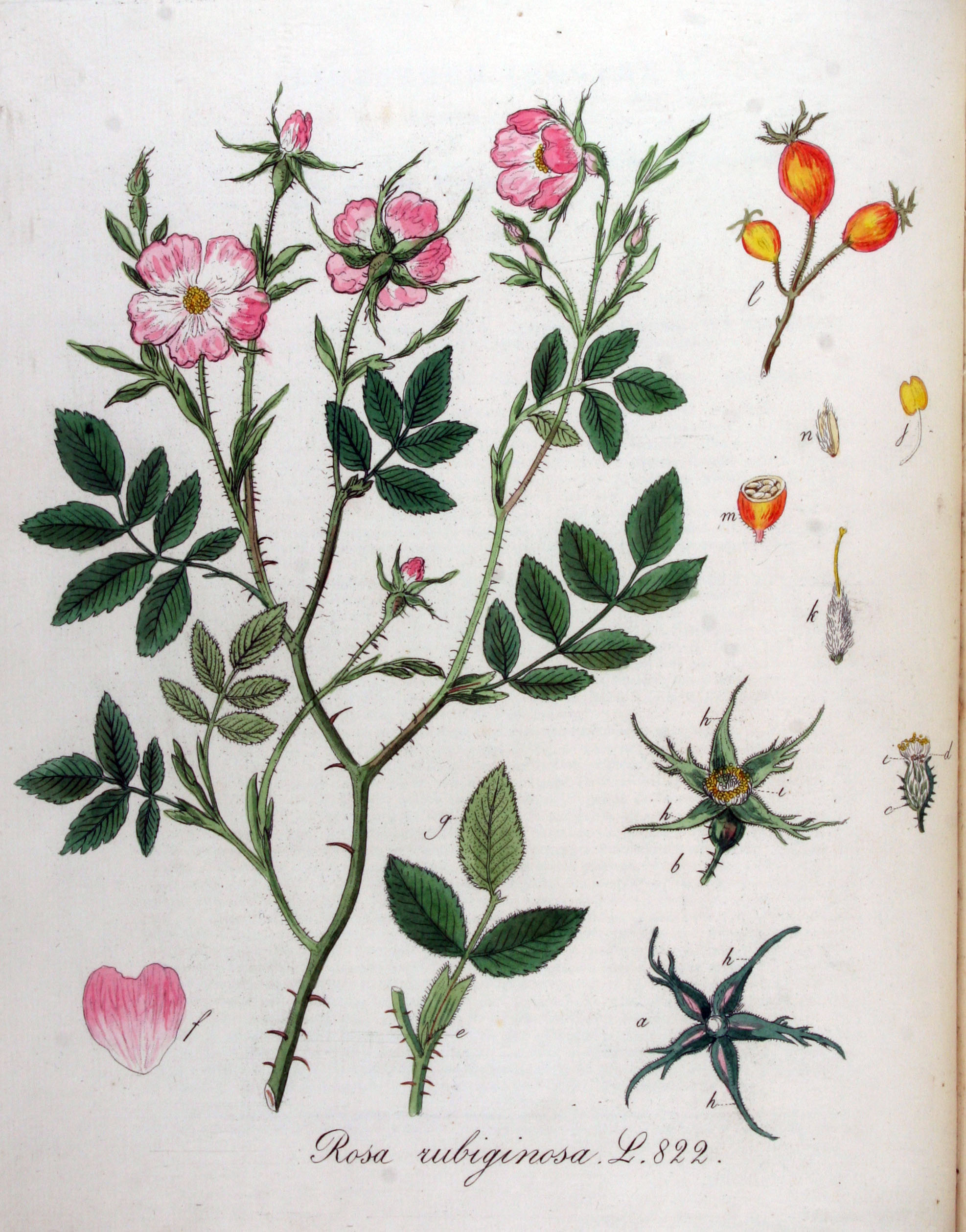
Flora Batava
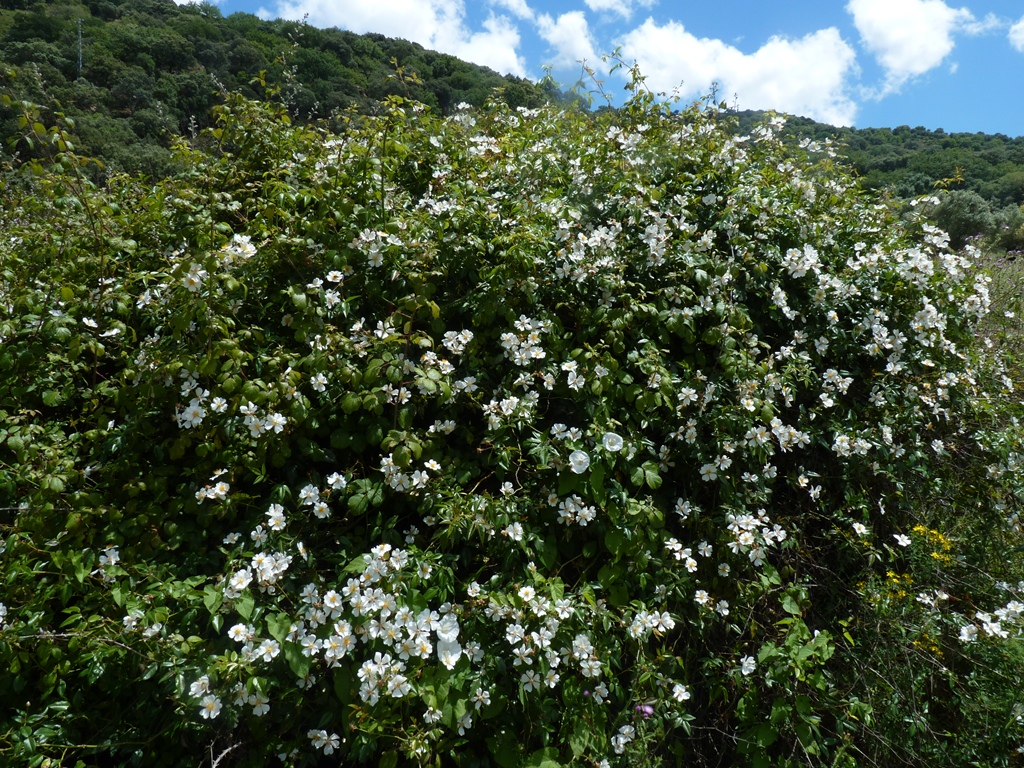
Struik
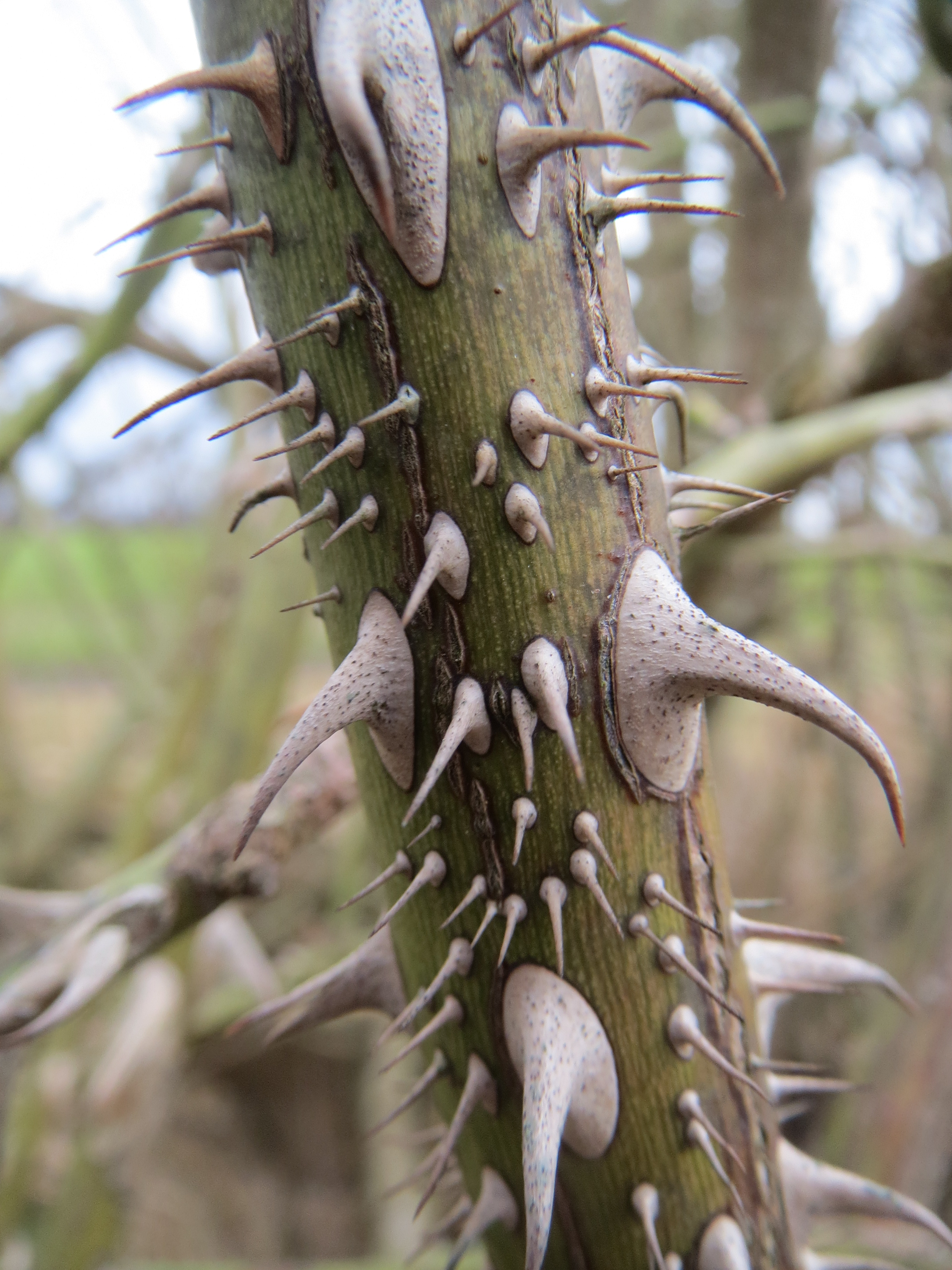
Tak met stekels
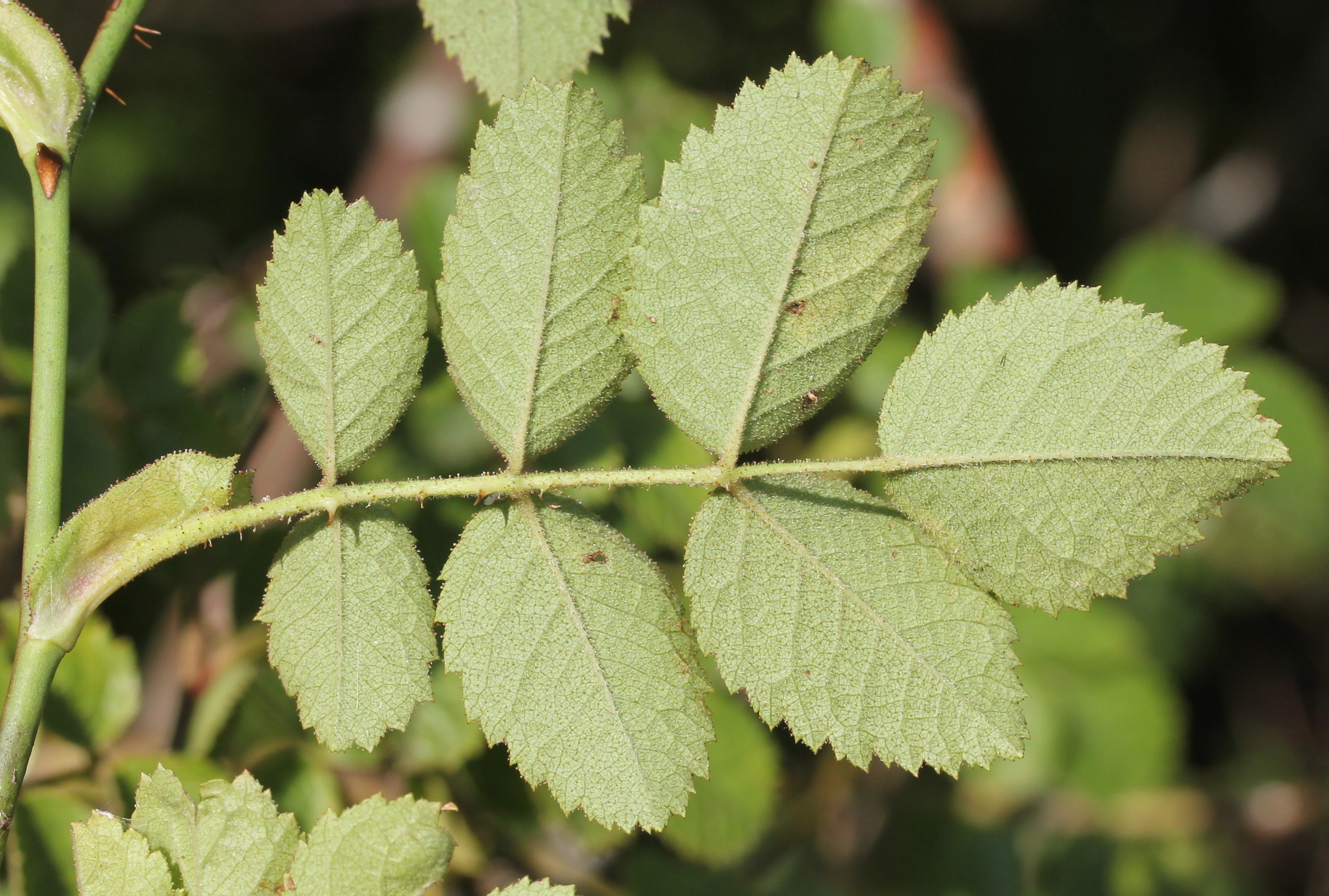
Achterzijde blad
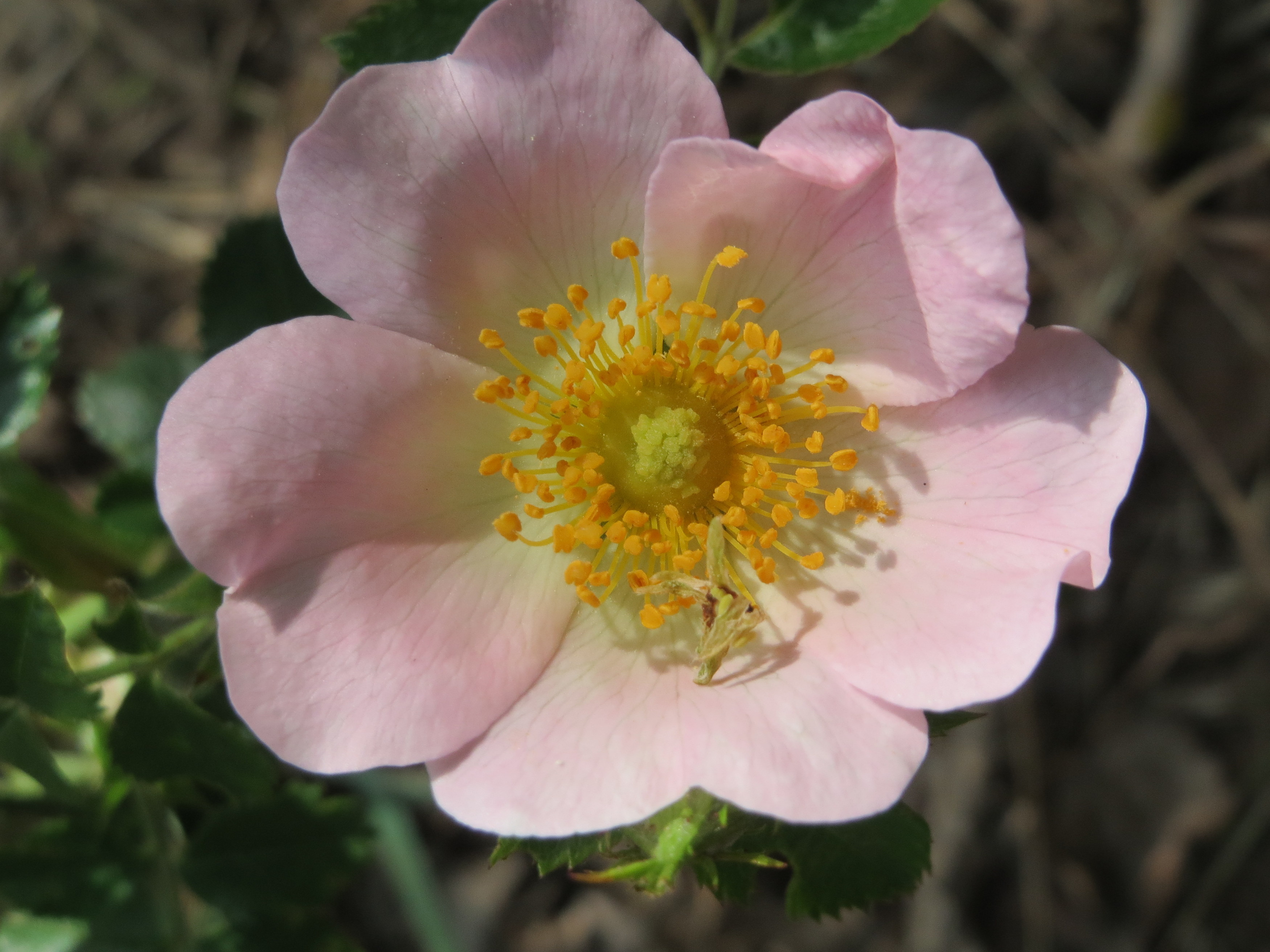
Bloem
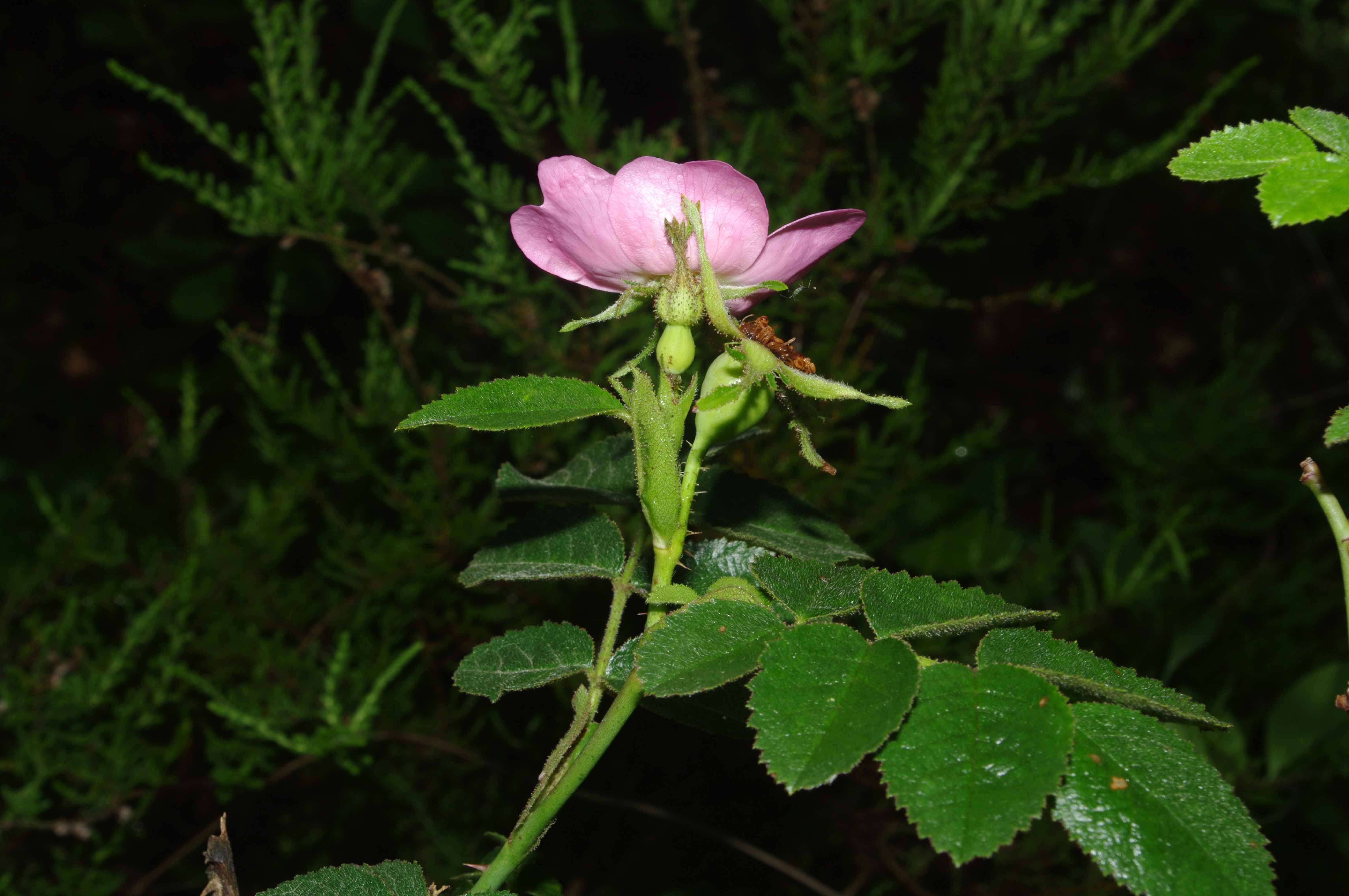
Kelk
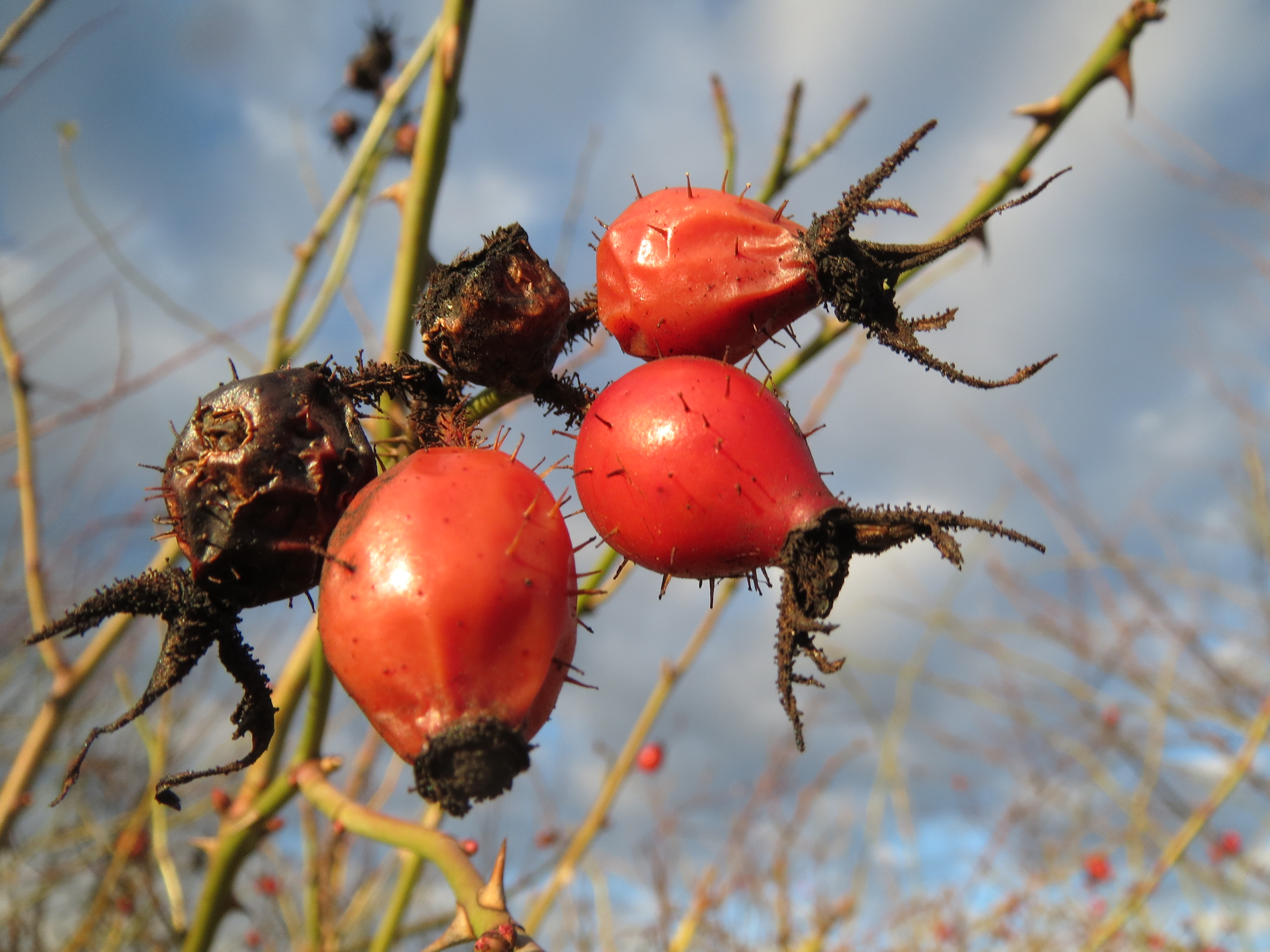
Rozenbottels
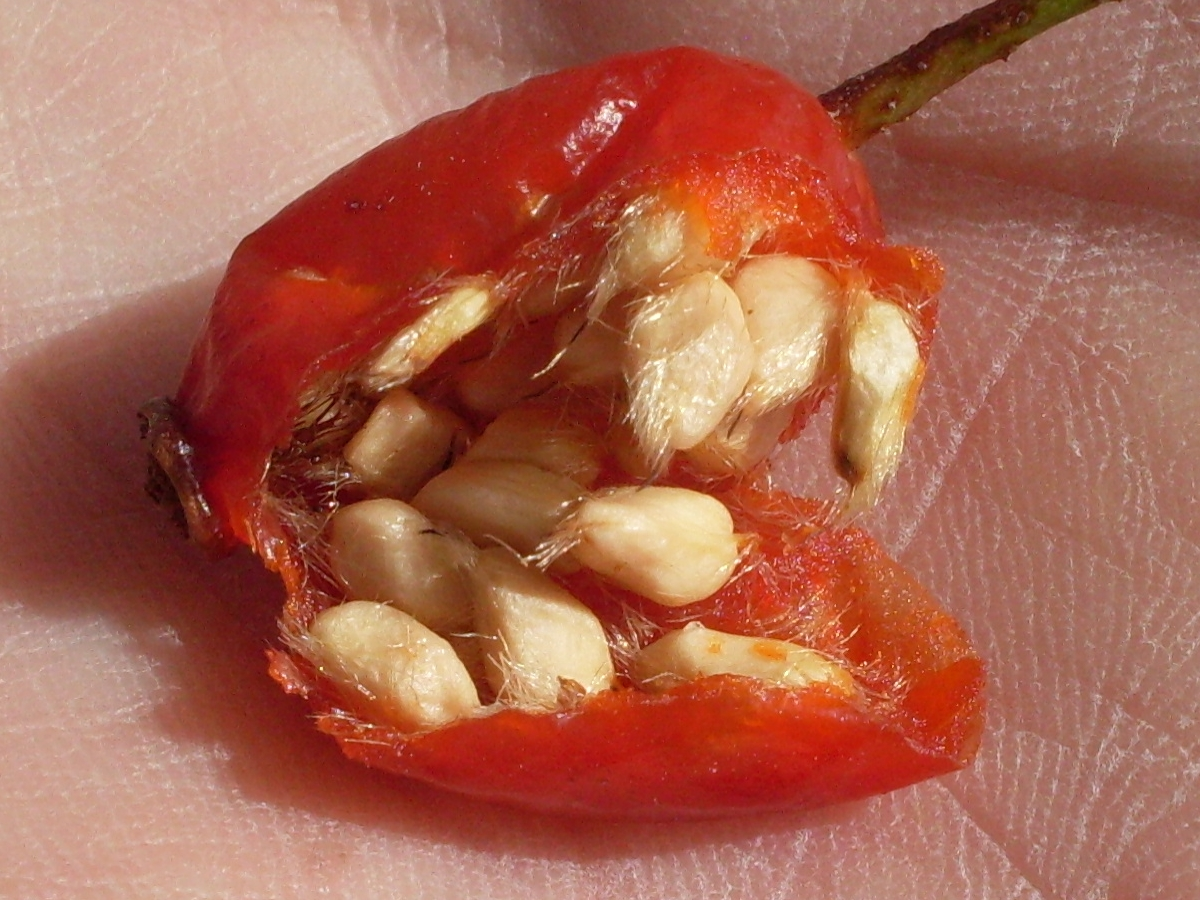
Nootjes

## Ecologie en verspreiding
De egelantier staat op zonnige, licht beschaduwde, droge, matig voedselrijke tot voedselrijke, zwak basische tot kalkrijke, stikstofarme tot stikstofrijke bodems, met name zand, mergel, klei en op stenige plaatsen. Deze lichtminnaar groeit in lichte loof- en naaldbossen, aan bosranden, op kapvlakten, in heggen en duinstruwelen, op dijken en in bermen. Verder in graften en op hoge zandige uiterwaarden, op grindstranden en kalkhellingen. Nederland valt geheel binnen het Europese deel van het areaal. De plant is vrij algemeen in een groot deel van de duinstreek en in Zuid-Limburg, tamelijk zeldzaam langs de grote rivieren en komt elders verspreid voor. Deze rozensoort die tot de subsectie Rubigineae behoort is gekenmerkt door de appel- of wijngeur, die afkomstig is van de vele klieren. Binnen deze groep verschilt ze van de andere vertegenwoordigers doordat de deelblaadjes circa 1,5 cm. breed zijn en een afgeronde bladvoet bezitten.
De egelantier wordt gebruikt in heggen. De rozenbottels worden door allerlei dieren gegeten. In een bosschage met egelantier nestelen vele vogels.

## Syntaxonomie
De egelantier is een kensoort voor het liguster-verbond (Berberidion vulgaris).

## Symboliek
In de middeleeuwse literatuur symboliseert de egelantier als witte roos zowel de hemelse als de aardse liefde, met name de reine liefde van de vrouw, terwijl de rode roos symbool staat voor de mannelijke eros. Liefdesscènes in middeleeuwse teksten spelen zich vaak af in een bomentuin (vergier) waarin de egelantier bloeit, bijvoorbeeld in de 14e-eeuwse Middelnederlandse Marialegende Beatrijs en in het abele spel Lanseloet van Denemerken. De toonaangevende zestiende-eeuwse Amsterdamse rederijkerskamer De Eglantier voerde als motto In Liefde Bloeyende.

## Synoniemen
- Rosa × almeriensis Rouy ex Willk.
- Rosa × braunii J.B.Keller
- Rosa eglanteria L.
- Rosa floribunda Steven ex Besser
- Rosa moutinii Cr‚p.
- Rosa rugibinosa Steven
- Rosa uliginosa Gilib.